# Jacques Lefevre
Ne doit pas être confondu avec Jacques Lefèvre ou Jacques Lefebvre.
Pour les articles homonymes, voir Lefevre.
Jacques Lefevre, né le 30 août 1943 à Ixelles est un homme politique belge wallon, membre du PSC.
Il est licencié en sociologie, diplômé d'études européennes, agrégé de l'enseignement secondaire supérieur; maître de conférences; président de l'Université des Aînés (UCL).

## Fonctions politiques
- Ancien échevin de Dour.
- Sénateur du 24 novembre 1991 au 21 mai 1995.
- Député fédéral du 21 mai 1995 au 10 avril 2003.

## Distinctions
- Chevalier de l'Ordre de Léopold.